# Dankwart Danckwerts
Dankwart Danckwerts (* 14. März 1933 in Hamburg; † 11. Mai 2012 in Hamburg) war ein deutscher Soziologe und ordentlicher Professor für Soziologie und Sozialpädagogik.

## Leben
Nach Ablegung der Handelsgehilfenprüfung studierte Danckwerts die Fächer Soziologie und Volkswirtschaft an der Universität Hamburg und ab 1960 an der Westfälischen Wilhelms-Universität in Münster. Während des Studiums war er für die Konrad-Adenauer-Stiftung in Chile tätig. Das Studium schloss er als Diplom-Soziologe ab. Im Jahr 1964 wurde er in Münster zum Dr. sc. pol. bei Helmut Schelsky promoviert. In seiner Eigenschaft als Assistent von Schelsky war Danckwart in der Gesamthochschule Duisburg Mitglied der Studienreformkommission der damaligen sozialliberalen Landesregierung von Nordrhein-Westfalen. Die Kommission betrieb die Schaffung integrierter Diplomstudiengänge unter Einschluss soziologischer, berufs- und anwendungsorientierter Kurzzeitstudiengänge.
Danckwerts übernahm 1972 die erste Professur für Allgemeine Soziologie und allgemeine Sozialpädagogik an der Gesamthochschule Duisburg. Er war dort ordentlicher Professor für Soziologie, Soziale Arbeit und Erziehung und Sozialpädagogik. Auch nach seiner Emeritierung 1999 war er weiterhin aktiv, insbesondere in der Verkehrssoziologie. Danckwerts gründete die Zeitschrift Verkehr und Logistik als Organ einer arbeitnehmerorientierten Hafen- und Frachtforschung. Er war Herausgeber der Reihe Sozialpädagogik beim Beltz Verlag und Mitherausgeber der pädagogischen Fachzeitschrift Demokratische Erziehung.

## Veröffentlichungen (Auswahl)
- Organisierte freiwillige Hilfe in der modernen Gesellschaft. Verlag Der Meiler, Berlin/Hamburg-Volksdorf 1964.
- Zusammen mit Hermann Pfütze, Norbert Lechner, Rüdiger Stiebitz: Die Sozialwissenschaften in der Strategie der Entwicklungspolitik. Suhrkamp Verlag, Frankfurt am Main 1970.
- Krise und staatlich organisierte Reproduktion. In: Demokratische Erziehung, Heft 2/März 1976, S. 188–197.
- Grundriss einer Soziologie sozialer Arbeit und Erziehung. Zur Bestimmung der Entwicklung von Sozialarbeit und Sozialpädagogik in der BRD. Beltz, Weinheim/Basel 1981, ISBN 978-3-407-55509-0.
- Lohnarbeit und Wertgesetz. Aufsätze zur Sozialpolitik. Verlag der Sozialwissenschaftlichen Kooperative, Duisburg  1983, ISBN 3-92147339-X.